# Sebastian Piotrowski
Sebastian Piotrowski (* 5. Oktober 1990 in Saarbrücken) ist ein deutsch-polnischer Fußballspieler.

## Karriere
Piotrowski spielte bis 2011 bei Saarbrücken in der Oberliga Südwest. Er wechselte im Sommer zum Ligakonkurrenten FC 08 Homburg. Im Januar 2013 wechselte Piotrowski zum SVN Zweibrücken. Aber schon im Sommer 2013 verließ er den Verein in Richtung Elversberg. Zunächst spielte Piotrowski in der zweiten Mannschaft. Am 19. Oktober 2013, dem 13. Spieltag, debütierte er in der 3. Liga. Bei der 0:2-Niederlage gegen den VfB Stuttgart II wurde er in der 70. Minute für Felix Dausend eingewechselt. Es kamen noch fünf weitere Drittligaspiele hinzu, am Saisonende stieg Elversberg in die Regionalliga ab. Piotrowski kam überwiegend in der Reservemannschaft zum Einsatz, für die er zwölf Tore in der Oberliga erzielte.
Im Sommer 2014 verkündete Piotrowski überraschend sein Karriereende als Fußballer. Er wollte sich auf sein Theologiestudium konzentrieren und ging zu den Augustiner-Chorherren der Kongregation von Windesheim ins bayerische Kloster St. Michael in Paring.
2017 kehrte er dann für ein halbes Jahr als Spieler des SV Saar 05 Saarbrücken zurück auf den Platz. In der Saison 2018/19 war Sebastian Piotrowski zusammen mit Andreas Oberhauser Spielertrainer des Verbandsligisten VfB Theley. Anfang 2020 ging er dann weiter zu Hertha Wiesbach und in der Saison 2020/21 stand er bei den Sportfreunden Köllerbach unter Vertrag. Seit Sommer 2021 schnürt er seine Schuhe für den 1. FC Riegelsberg.